# Люкс FM
«Люкс ФМ» — украинская музыкальная радиостанция. Кроме музыкальных блоков в эфире — новости, утреннее шоу, хит-парады, игровые, поздравительные и развлекательные программы. Радиостанция начала вещание с 1 апреля 1994 года.

## История
1 апреля 1994 года — радиостанция начала вещание на частоте 67,82 МГц во Львове. 28 августа 1995 — начинается вещание на частоте 103,10 МГц в Киеве.
В 2003 году начинается вещание радиостанции «Люкс ФМ Восток» в более чем 25 городах. К 2004 году радиостанция получает лицензию на вещания во всех областных центрах запада Украины и Днепропетровске.
1 сентября 2009 года — «Люкс ФМ Восток» становится «Стильным радио Перец ФМ», таким образом «Люкс ФМ» теряет «города — миллионники». В 2012 году — «Люкс ФМ» уже вещает в 29 городах в том числе в Харькове, Донецке, Запорожье.
Радиостанция входит в медиахолдинг «Люкс» мэра города Львов Андрея Садового (телеканал «24», «Радио 24», интернет-издание Zaxid.net и ещё ряд сайтов).
Осенью 2014 года радиостанция запустила передачу «...»(похоже на известную украинскую песню про Путина) , в которой представлены сатирические репризы на тему России и её президента Владимира Путина. Само название является аллюзией на известную украинскую фанатскую «кричалку» о Путине. Сама станция предварительно зарегистрировала торговую марку HUTIN PUILO.
13 августа 2019 года новая радиостанция Lux FM зазвучала в Алма-Ате на частоте 87.7 MHz. Lux FM — это уникальный проект для казахского медиарынка. Радиостанция подписала партнёрский договор с лидером украинского рынка ЧАО «ТРК Люкс», продав франшизу за границу.

## Вещание
На данный момент вещание осуществляется в 30 городах Украины:

### Украина
| - Киев — 103,1 (5 кВт); - Александрия — 105,1 (500 Вт) - Белая Церковь — 104,3 (1 кВт) - Винница — 107,4 (100 Вт); - Горняк — 106,8 (500 Вт); - Днепр — 100,5 (1 кВт); - Житомир — 107,7 (1 кВт); - Запорожье — 102,2 (100 Вт); - Ивано-Франковск — 103,8 (1 кВт); - Кременчуг — 101,7 (100 Вт); - Кривой Рог — 91,6 (1 кВт); - Кропивницкий — 107,2 (500 Вт); - Луцк — 106,9 (1 кВт); - Львов — 104,7 (1 кВт) — местный эфир; - Николаев — 107,1 (1 кВт); | - Одесса — 104,3 (2 кВт) - Покровск — 92,5 (100 Вт); - Полтава — 99,5 (500 Вт); - Прилуки — 102,0 (1 кВт); - Ровно — 90,9 (500 Вт); - Старобельск — 106,7 (250 Вт) - Тернополь — 104,5 (1 кВт); - Ужгород — 105,2 (1 кВт); - Харьков — 105,2 (1 кВт); - Херсон — 99,4 (1 кВт); - Хмельницкий — 101,2 (1 кВт); - Черкассы — 106,1 (1 кВт); - Чернигов — 105,4 (1 кВт); - Черновцы — 102,4 (1 кВт). |

### Казахстан
- Алма-Ата — 87,7 ;
- Костанай — 99.0 ;
- Астана — 107,7 ;
- Атырау — 104,8 ;
- Кызылорда — 106.4 ;
- Талдыкорган — 102,4 ;
- Туркестан — 106,1 ;
- Усть-Каменогорск — 107,4 ;
- Шымкент — 103,1.

### Вещание свёрнуто
- Донецк — 96,1 заменено на Радио Столица;
- Луганск — 91,3 частота закрыта;
- Торез — 92,9 заменено на Папино радио
- Симферополь — 91,5 заменено на Дорожное радио (мск)[4];
- Севастополь — 89,9 заменено на Дорожное радио (мск)[4];
- Евпатория — 105,2 заменено на Европа Плюс (мск)[4].

## Рейтинги
Согласно опросу GfK Ukraine среди жителей Киева в возрасте от 12 до 65 лет, с января по март 2013 года радио Люкс ФМ занимало пятую позицию среди крупнейших радиостанций города (с рейтингом 0,65), а с марта по июнь — шестую (0,64).